# Drlež
Drlež is een plaats in de gemeente Dežanovac in de Kroatische provincie Bjelovar-Bilogora. De plaats telt 23 inwoners (2001).